# Luis Weiß
Luis Weiß (* 26. Juli 1989 als Luis Reichard in Freiburg im Breisgau) ist ein deutscher Jazz- und Kirchenmusiker (Trompete und Flügelhorn, auch Piano, Gesang, Komposition). Er ist außerdem Musikproduzent und leitet das Musiklabel Acoustic Motion Concepts (AMC).

## Karriere
Weiß spielt seit seinem sechsten Lebensjahr Trompete und Klavier; zunächst bei Max Joos (klassische Trompete) und Roman Babler (Keyboard). Sein Interesse am Jazz entdeckte er in der Jazzcombo der Musikschule Neustadt im Schwarzwald bei Götz Ertle. Daneben brachte er sich musikalisch in Gottesdiensten ein. Bei Meinrad Walter absolvierte er eine Ausbildung zum C-Kirchenmusiker. Von 2010 bis 2015 studierte er dann Jazz und Popularmusik mit Hauptfach Trompete an der Hochschule für Musik und Tanz Köln bei Andy Haderer und Matthias Bergmann.
Weiß arbeitete schon zu Studienzeiten an der Entwicklung einer neuen Ästhetik von Kirchenmusik. Dies äußerte sich in Kompositionsaufträgen, wie dem offiziellen Mottosong zum Papstbesuch 2011 in Freiburg im Breisgau oder dem Ökumenischen Kreuzweg der Jugend Ans Licht 2018 im Auftrag der Arbeitsstelle für Jugendseelsorge der Deutschen Bischofskonferenz. Von 2012 bis 2016 spielte Reichard im Duo mit dem Bassgitarristen Lorenz Rosenthal unter dem Namen MoveDove bundesweit Konzerte in Kirchenräumen. Höhepunkt ihres Schaffens war die Messvertonung Refugium, die in der Osthalle des Leipziger Hauptbahnhofs anlässlich des 100. Deutscher Katholikentag uraufgeführt wurde. Weiß wurde zudem als Musiker des  Synodalen Wegs bekannt.
Seit 2013 veröffentlicht Weiß auf seinem Musiklabel Acoustic Motion Concepts Alben im Bereich experimentelle Kirchenmusik, Jazz und Elektronische Musik.
Von 2017 bis 2021 arbeitete Weiß als Referent für Musik und Liturgie in der Katholischen Hochschulgemeinde Köln. Als freiberuflicher Kirchenraummusiker bezieht er stets die Architektur in die musikalische Arbeit mit ein und beginnt 2020, Klanginstallationen für Kirchenräume zu schaffen.

## Diskografische Hinweise
- 2013: MoveDove (veröffentlicht auf Acoustic Motion Concepts, mit Lorenz Rosenthal und Dominik Mahnig)
- 2014: Noch:Schon – Musik an der Schwelle (veröffentlicht auf Acoustic Motion Concepts, mit Toni Ming Geiger, Lutz Bartberger, Felix Benkartek, Esther Bürger, Anna-Doris Capitelli, Carolina Große Darrelmann, Theresa Lier, Lara Sophie Schmitt, Lena Wignjosaputro, Patrick Leuchter und Moritz Baranczyk)
- 2016: Seven Spaces Cologne (veröffentlicht auf Acoustic Motion Concepts, mit Patrick Leuchter, Tina Fischer, Joonas Lorenz, Max Hahn, Lasse Kuhlmann, Pierre Hansen, Joon Laukamp, Paul Bremen, Veit Steinmann und Pierce Black)
- 2016: emco Schwanenkampf (veröffentlicht auf AJazz, mit Mascha Corman, Jonathan Hofmeister, Florian Herzog und Thomas Sauerborn)
- 2018: Pop Ambient (veröffentlicht auf Kompakt (Label), Track Zweitens mit Max Würden)
- 2019: stiller (veröffentlicht auf Acoustic Motion Concepts noch unter dem Namen Luis Reichard)
- 2020: Refugium (veröffentlicht auf Acoustic Motion Concepts mit Siegfried Kleymann, Lorenz Rosenthal und Antoine Duijkers)
- 2020: Graphic Novel (veröffentlicht auf Acoustic Motion Concepts mit Sven Heinze, Anna Neubert, Pauline Buss, Beate Wolf, Enis Hotaj, Stefan Schönegg und Jeroen Truyen)
- 2023: Trails EP (veröffentlicht auf Acoustic Motion Concepts mit Lukas Schäfer)
- 2024: Psalmcode (veröffentlicht auf Acoustic Motion Concepts mit Sara Decker und Lukas Schäfer)

## Auszeichnungen
Die Alben Noch:Schon – Musik an der Schwelle und Seven Spaces Cologne wurden vom tanz Magazin zur CD des Monats gekürt.